# Гарипов, Марат Закирович
Марат Закирович Гарипов (род. 17 сентября 1984, Алма-Ата) — казахстанский и бразильский борец греко-римского стиля, бронзовый призёр чемпионата Азии, панамериканского чемпионата и Кубка мира, турниров «Golden Grand Prix». 1 место на Международном турнире по греко-римской борьбе 55 кг https://uww.org/event/bill-farrell-memorial-0/event//event/bill-farrell-memorial-0/news

## Биография
Родился 17 сентября 1984 года.
Дедушка — Абданбаев Майкоп.

### Спортивная карьера

#### 2000-е годы
В 2001 году стал бронзовым призёром Чемпионата Азии среди кадетов.
В 2004 году стал серебряным призёром Чемпионата Азии среди юниоров.
В 2005 году стал чемпионом Казахстана по греко-римской борьбе в весовой категории до 50 кг.
В 2006 году стал победителем проводившегося в Бишкеке 46-го международного турнира по греко-римской борьбе памяти Героя Советского Союза Ивана Панфилова в весовой категории до 55 кг и занял 5-е место на проходившем в Улан-Баторе (Монголия) чемпионате мира по греко-римской борьбе среди студентов в весовой категории до 55 кг.
В 2007 году занял 2-е место на проводившемся в Бишкеке I Международном турнире по греко-римской борьбе памяти двукратного чемпиона Азии, бронзового медалиста чемпионата мира, заслуженного мастера спорта Кыргызстана и Казахстана Раатбека Санатбаева в весовой категории до 55 кг.
В 2008 году в весовой категории до 55 кг занял 3-е место на «Golden Grand Prix» в Стамбуле, 3-е место в Венгрии на «Hungarian Grand Prix», а также завоевал бронзовую медаль на проходившем в Азербайджане финале «Golden Grand Prix».
В 2009 году занял 2-е место на Гран-При Испании, 3-е место на Кубке мира

#### 2010-е годы
В 2010 году стал серебряным призёром проводившегося в иранском городе Гом международного турнира по греко-римской борьбе «Golden Grand Prix» в весовой категории до 55 кг и бронзовым призёром чемпионата Азии.
На прошедшем 24—26 февраля 2010 года в иранском городе Кум 30-м открытом международном мужском турнире по греко-римской борьбе «Yadegar Imam Cup» (англ. The 30th Fajr International Senior GR Wrestling Tournament Yadegar Imam Cup) занял второе место в весовой категории до 55 кг, проиграв в финале борцу из Ирана Мохаммаду Фагири.
В связи с высокой конкуренцией среди казахстанских борцов он не имел перспектив на попадание в олимпийскую сборную, и принял решение попытаться выступать за какую-нибудь другую страну. На турнире в Москве он подошёл к президенту Федерации борьбы Бразилии Педро Гама Фильо и предложил свои услуги, после чего получил предложение прилететь на сборы в Бразилию. Убедившись в его высокой квалификации, федерация Бразилии согласилась взять его к себе.
С 2010 года выступает на международной арене в составе сборной Бразилии.
В 2013 году занял 2-е место на проводившемся в Иркутске 8-м международном турнире по греко-римской борьбе памяти Олимпийского чемпиона, почётного гражданина города Иркутска Константина Григорьевича Вырупаева в весовой категории до 55 кг. Занял 2-е место на международном открытом турнире Кубы (в греко-римской борьбе в весовой категории до 55 кг).
В 2015 году занял 18-е место (в весовой категории до 57 кг) на прошедшем 2—4 октября в Якутске VIII Международном турнире серии Гран-При по вольной борьбе памяти заслуженного тренера ЯАССР, РСФСР и СССР Дмитрия Хоркина, проиграв в 1/8 финала российскому борцу Эрхану Соркомову.
В 2016 году занял 12-е место (по греко-римской борьбе в весовой категории до 59 кг) на прошедшем 29—31 января в Париже турнире по борьбе, проиграв в квалификационном туре борцу из США Рубену Навеясу младшему. Занял 20-е место (по греко-римской борьбе в весовой категории до 59 кг) на прошедшем 6—7 февраля в Сомбатхее Гран-При Венгрии, проиграв в квалификационном туре борцу из Польши Михалу Трацу. Занял 11-е место (по греко-римской борьбе в весовой категории до 59 кг) на прошедшем 13—14 февраля в Киеве XX Международном турнире памяти украинских борцов и тренеров, проиграв в 1/8 финала борцу из Украины Сергею Дзюбе. Занял 3-е место на проводившемся 11—13 ноября в городе Тарко-Сале Всероссийском турнире по спортивной (греко-римской) борьбе на призы Губернатора Ямало-Ненецкого автономного округа в весовой категории 59 кг.
В 2017 году занял 10-е место (в весовой категории 57 кг) на проходившем 6—10 июля в Каспийске международном турнире памяти Али Алиева, стал бронзовым призёром чемпионата мира по борьбе на поясах, а также занял 3-е место (в весовой категории до 59 кг) на прошедшем в Барнауле 37-м Всероссийском турнире по греко-римской борьбе памяти заслуженного тренера РСФСР Анатолия Кишицкого. Занял 18-е место (по вольной борьбе в весовой категории до 57 кг) на прошедшем 25—26 ноября в Таразе Мужском Международном турнире по вольной борьбе имени Кунаева Д. А., проиграв в 1/8 финала российскому борцу Зауру Угуеву.
В 2018 году занял 2-е место (в весовой категории до 55 кг) на прошедшем 3 февраля в Загребе «Grand Prix Open». Занял 3-е место (по греко-римской борьбе в весовой категории до 60 кг) на прошедшем 3—6 мая в Лиме (Перу) панамериканском чемпионате по борьбе. Принял участие в чемпионате мира по борьбе на поясах, прошедшем 2—8 сентября в рамках 3-х Всемирных игр кочевников, но проиграл уже в отборочном раунде. Занял 20-е место на прошедшем 20—28 октября в Будапеште LXIX чемпионате мира по борьбе (по греко-римской борьбе в весовой категории до 60 кг). На прошедшем 19—21 ноября в Краснодаре Гран-при Ивана Поддубного (по греко-римской борьбе) занял 5-е место в весовой категории до 55 кг, проиграв в полуфинале российскому борцу Алексею Кинжигалиеву и в схватке за 3-е место российскому борцу Эмину Сефершаеву, а также 3-е место в весовой категории до 63 кг, проиграв в полуфинале российскому борцу Саналу Семёнову и выиграв в схватке за 3-е место у российского борца Руслана Моллаева.
В 2019 году занял 2-е место на прошедшем 16 марта в Дании международном турнире «Thor Masters» в весовой категории до 55 кг. Принял участие в проводившемся 14—22 сентября в Нур-Султане (Казахстан) чемпионате мира, прошедшем в родном Казахстане, но неудачно, заняв 34-е место (греко-римская борьба, весовая категория до 60 кг). Принял участие в проводившемся в мае в итальянском городе Сассари рейтинговом турнире «Sassari City Matteo Pellicone Memoria», где занял восьмое место (греко-римская борьба, весовая категория до 60 кг).

#### 2020-е годы
В 2020 году занял 5-е место (по греко-римской борьбе в весовой категории до 60 кг) на прошедшем 6—9 марта в Оттаве (Канада) панамериканском чемпионате. Участвовал в Панамериканском квалификационном турнире для отбора на Олимпийские игры в Токио, но отсеялся в четвертьфинале (весовая категория до 60 кг).
В 2021 году занял 5-е место (по греко-римской борьбе в весовой категории до 55 кг) на прошедшем 15—17 января в Ницце (Франция) турнире «Grand Prix de France Henri Deglane».
В 2021 году занял 1-е место (по греко-римской борьбе в весовой категории до 60 кг) на прошедшем 15 марта в олимпийской деревне в Рио-де-Жанейро чемпионате Бразилии, гарантировав себе тем самым участие в Пан-Американском чемпионате, прохождение которого было запланировано на 27-30 мая 2021 года в Бразилиа.
27 мая 2021 года занял 3-е место (по греко-римской борьбе в весовой категории до 60 кг) на прошедшем в Гватемале Панамериканском чемпионате по борьбе.
В октябре 2021 года на прошедшем в Осло чемпионате мира по борьбе занял 14-е место (по греко-римской борьбе в весовой категории до 55 кг), проиграв в 1/8 финала спортсмену из Казахстана Корлану Жаканше.
На прошедшем 4—7 ноября 2021 года в Шымкенте XXVII открытом турнире Республики Казахстан по греко-римской борьбе занял 3-е место (в весовой категории до 55 кг).
На прошедшем 24—27 февраля 2022 года в Стамбуле рейтинговом турнире Vehbi Emre & Hamit Kaplan занял 8-е место (по греко-римской борьбе в весовой категории до 60 кг), проиграв в 1/4 финала спортсмену из Индии Gyanender Gyanender.
На прошедшем 12 марта 2022 года в Сан-Паулу чемпионате Бразилии занял 1-е место (по греко-римской борьбе в весовой категории до 60 кг), гарантировав себе тем самым участие в Панамериканском чемпионате по борьбе, прохождение которого было запланировано на 5—8 мая 2022 года в Мексиканском Акапулько.
На прошедшем 5—8 мая 2022 года в мексиканском Акапулько Панамериканском чемпионате по борьбе занял 7-е место (по греко-римской борьбе в весовой категории до 60 кг), уступив в четвертьфинальной схватке занявшему в итоге первое место борцу из США Рэндону Миранде, а также уступив в дополнительной схватке борцу из Гватемалы Фелипе Ордонесу.
На прошедшем 2—5 июня 2022 года в казахстанском городе Алма-Ата рейтинговом турнире «Кубок Болата Турлыханова» занял седьмое место (по греко-римской борьбе в весовой категории до 60 кг), проиграв в квалификационном раунде борцу из Узбекистана Мухаммадкодиру Юсупову, занявшему в итоге одно из третьих мест.
На прошедшем 10—18 сентября 2022 года в сербской столице Белград чемпионате мира по борьбе занял двадцать шестое место среди двадцати девяти участников (по греко-римской борьбе в весовой категории до 60 кг), проиграв квалификационную схватку борцу из Венгрии Кристиану Кечкемети, занявшему в итоге одно из пятых мест.
На прошедшем 18 ноября 2022 года в американском Нью-Йорке международном турнире по греко-римской борьбе памяти Билла Фаррелла (англ. Bill Farrell Memorial International) завоевал бронзовую медаль (в весовой категории до 60 кг).
На прошедшем 17—18 ноября 2023 года в американском Нью-Йорке международном турнире по греко-римской борьбе памяти Билла Фаррелла проиграл в 1/8 финала (в весовой категории до 60 кг) американскому борцу  Вильяму Деннису Салливану IV (англ. William Dennis Sullivan IV). Марат был единственным представителем Бразилии на этом турнире и рассчитывал занять призовое место в своей весовой категории.
На прошедшем 10—14 января 2024 года в хорватском Загребе международном рейтинговом турнире по борьбе 2024 Grand Prix Zagreb Open занял последнее (24-е) место (по греко-римской борьбе в весовой категории до 60 кг), проиграв в квалификационной схватке  борцу с Украины Игорю Курочкину.
На прошедшем 24—28 апреля 2024 года в американском Лас-Вегасе событии 2024 Pritchard Companies US Open, выступая в группе мастеров в дивизионе B, занял первое место (по греко-римской борьбе в весовой категории до 62 кг), выиграв все три схватки. Соперниками Марата по схваткам были М. Олденбург (англ. M. Oldenburg), Дж. Матцен (J. Matzen) и Mостафа Мохамед.
На прошедшем в мае 2024 года в албанской Тиране международном турнире по борьбе «Muhamet Malo» занял третье место среди четырёх участников (по греко-римской борьбе в весовой категории до 55 кг), выиграв одну схватку у занявшего в итоге четвёртое место борца из Саудовской Аравии Туорки Али М Хазоази (англ. Tuorki Ali M Hazoazi) и проиграв по одной схватке занявшим первое и второе место соответственно борцам Ерасылу Мамырбекову (Казахстан) и Байраму Сине (Албания).
На прошедшем 6—9 июня 2024 года в венгерском Будапеште турнире памяти Поляка Имре и Варги Яноша занял четвёртое место среди четырёх участников (по греко-римской борьбе в весовой категории до 55 кг), проиграв по одной схватке занявшим первое, второе и третье места соответственно борцам Эльденизу Азизли (Азербайджан), Пуйе Дадмарзу (Иран) и Нугзари Цурцумие (Грузия).
На состоявшемся 15 июня 2024 года в сербской Суботице турнире памяти Любомира Ивановича Гедзы занял первое место (по греко-римской борьбе в весовой категории до 55 кг).                      1 место на Международном Турнире в New York 55 кг https://www.themat.com/news/2024/november/08/couch-wins-greco-roman-title-for-usa-at-bill-farrell-memorial-international 

### Образование
По собственным словам Марата, у него три высших образования (организация перевозок дорожного движения, финансы и кредит, физкультура и спорт), он свободно общается на пяти языках.